# Mieczysław Woźniakowski

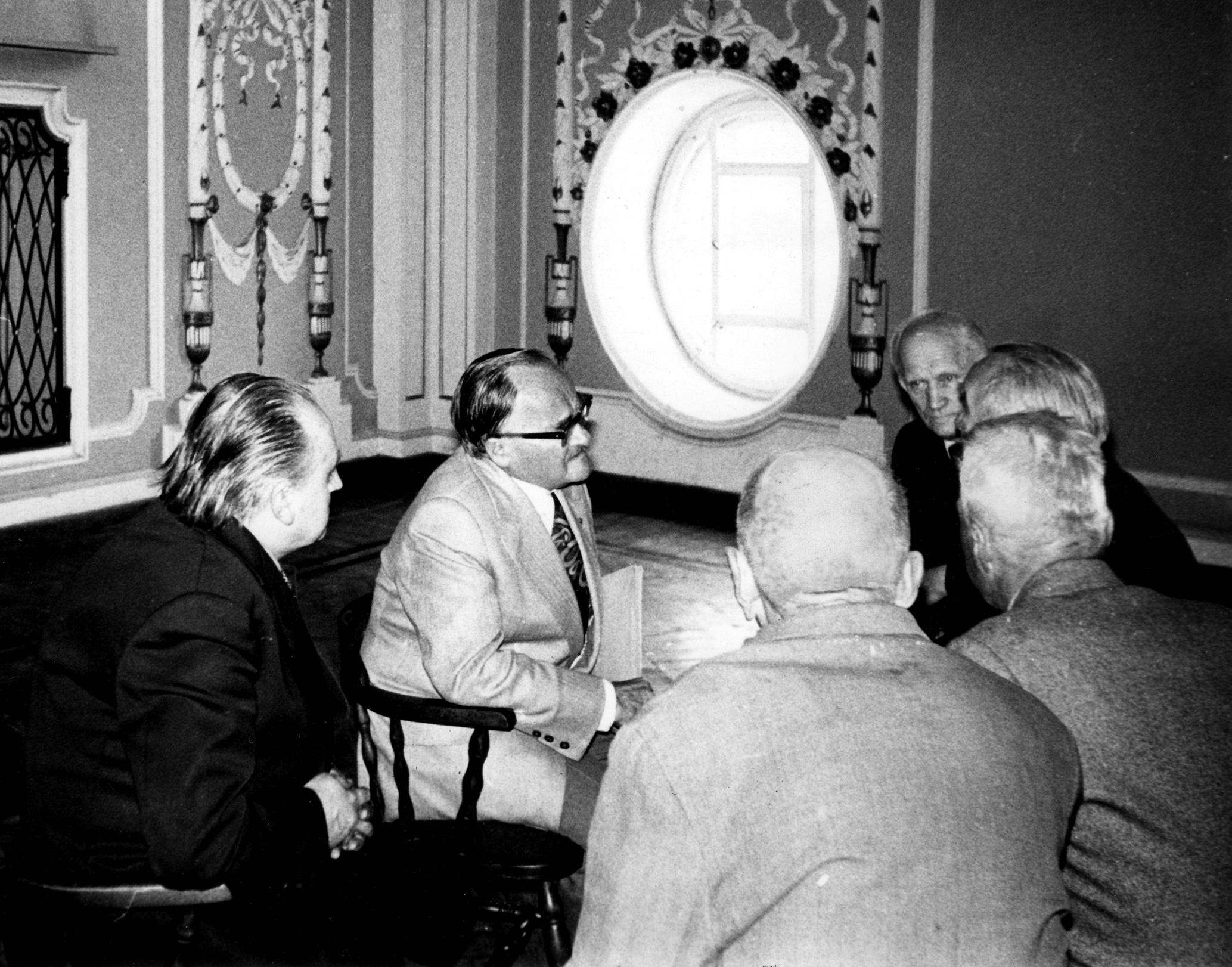
Mieczysław Woźniakowski (drugi z lewej) 1976

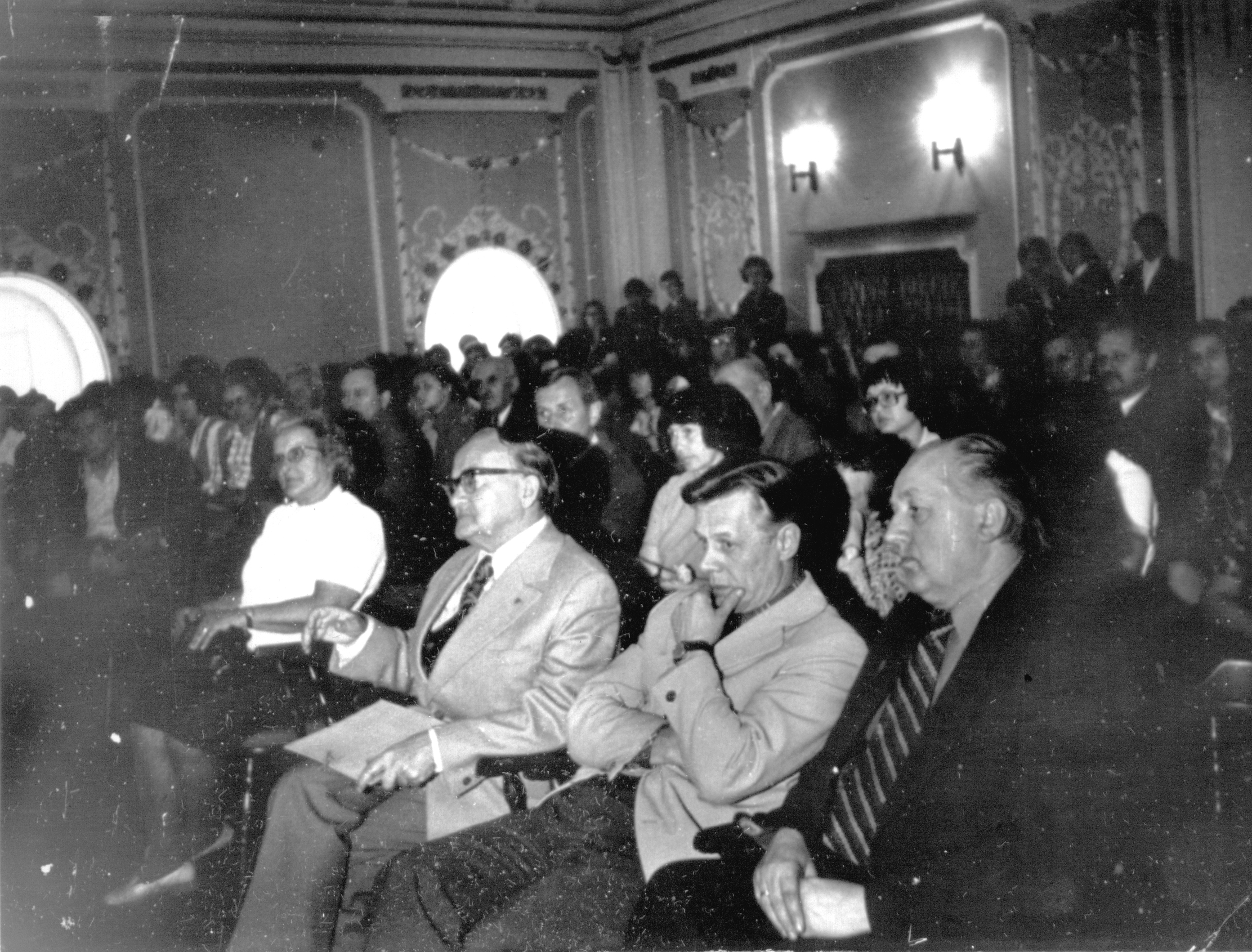
Mieczysław Woźniakowski (trzeci z prawej) 1976

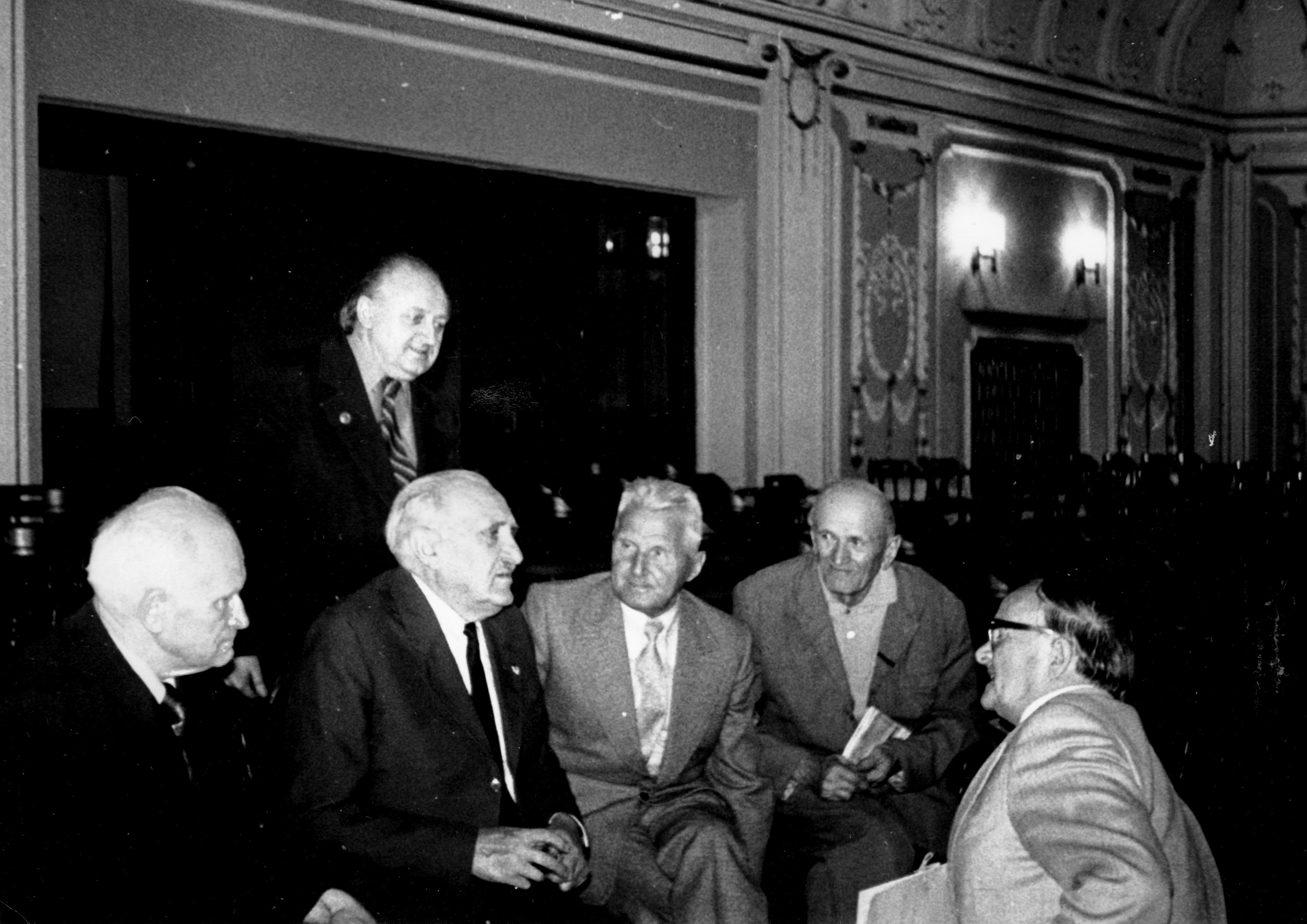
Mieczysław Woźniakowski (pierwszy z prawej) 1976

Mieczysław Woźniakowski (ur. 29 sierpnia 1909 w Łodzi, zm. 22 sierpnia 1995 tamże) – polski nauczyciel, pedagog, organizator oświaty i wychowania w Łodzi, kurator oświaty w Łodzi, wykładowca Uniwersytetu Łódzkiego (UŁ). 

## Nauka, pierwsza praca, pierwsze uprawnienia do pracy w szkole
Syn Romana i Wandy z Woźniaków.
Po ukończeniu szkoły powszechnej, zdał egzamin do miejskiego gimnazjum męskiego im. Józefa Piłsudskiego w Łodzi przy ul. H. Sienkiewicza 46. Świadectwo dojrzałości otrzymał 24 czerwca 1928
Po maturze rozpoczął pracę zawodową, początkowo w Sądzie Pokoju jako kancelista, a następnie w Sądzie Grodzkim, jako praktykant. Pracując w biurze sądowym, równocześnie przygotowywał się do eksternistycznego egzaminu w Państwowym Seminarium Nauczycielskim. Po roku uzyskał seminaryjne świadectwo dojrzałości dające pierwszy stopień nauczycielski, uprawniające do pełnienia obowiązków tymczasowego nauczyciela w szkołach powszechnych. Otrzymał je w czerwcu 1929 i rozpoczął pracę w szkole.
Równocześnie rozpoczął  studia w  oddziale łódzkim Wolnej Wszechnicy Polskiej (WWP) na Wydziale Humanistycznym.
W maju 1934 zdał egzamin na nauczyciela publicznych szkół powszechnych.
Studia w WWP ukończył w 1937. W roku następnym obronił pracę magisterską na temat: Polska powojenna w utworach Juliusza Kadena-Bandrowskiego.
Wówczas dyplom ukończenia Wolnej Wszechnicy Polskiej z tytułem magistra w zakresie filologii polskiej pozwalał absolwentom na przystąpienie do egzaminu na nauczyciela szkół średnich oraz umożliwiał zajmowanie stanowiska I kategorii w państwowej służbie cywilnej.

## Praca w szkole przed wojną
We wrześniu 1929 znalazł zatrudnienie jako nauczyciel kontraktowy w publicznej szkole powszechnej nr 54 w Łodzi, mieszczącej się przy ul. Zgierskiej 116. Od sierpnia 1934 został mianowanym nauczycielem szkoły powszechnej nr 55 w Łodzi. Od roku szkolnego 1937/38 pracował w szkole ćwiczeń przy Państwowym Pedagogium w Łodzi, przy ul. Lipowej 49.

## Działalność kulturalno-oświatowa przed wojną
Po kilku miesiącach pracy w szkole ćwiczeń przygotował z uczniami poranek regionalny, wystawiony w Teatrze Kameralnym w maju 1938. Było to nawiązanie do działalności swojego nauczyciela Zygmunta Lorentza, pedagoga Miejskiego Gimnazjum im. J. Piłsudskiego, znanego w 20–leciu międzywojennym regionalisty i dyrektora Leona Starkiewicza.
W ramach „Grupy młodych związkowców”, która wówczas powstała przy Zarządzie Oddziału Grodzkiego Związku Nauczycielstwa Polskiego (ZNP) miasta Łodzi zaczął także pisać poezje. W tej grupie działali m.in. Hanna Ożogowska (późniejsza autorka książek dla dzieci), Felicja Stasicowa, Piotr Bąk, Zygmunt Michalski, Leon Sroka i inni. W lokalu ZNP przy ulicy Zachodniej 72, grupa ta prowadziła działalność kulturalno–rozrywkową: organizowała wieczory koleżeńskie z herbatą, połączone z występami artystycznymi. Działalność tę kontynuowano także w pierwszych latach po zakończeniu wojny. W ramach działań grupy z okazji najważniejszych wydarzeń lub ciekawych faktów pisał teksty do melodii znanych piosenek ludowych oraz kolęd, np. Dzisiaj w Betlejem, Drżący calusieńki, Pasterze mili, Przybieżeli do Betlejem, Pójdźmy wszyscy...
Z okazji Zjazdu Oświatowego w Łodzi 18–22 czerwca 1945 napisał wiersz pt. Dzisiaj w naszym mieście...
W 1937 mieszkał w Łodzi przy ul. Odyńca 33b.
14 września 1938 zawarł związek małżeński z Jadwigą Marią Brożyńską, miał dwoje dzieci: syna Przemysława (ur. 11 września 1942) i córkę Marię (ur. 14 czerwca 1946).

## II wojna światowa
Po wybuchu wojny od początku września 1939 Zarząd Miejski w Łodzi Wydział Oświaty i Kultury skierował go do pełnienia obowiązków nauczyciela publicznej szkoły powszechnej nr 20 w Łodzi, mieszczącej się przy ul. Cegielnianej 26 (obecnie ul. Stefana Jaracza). Pracował w niej do grudnia 1939, do momentu zamknięcia przez hitlerowców wszystkich polskich szkół w Łodzi.
W okresie okupacji brał czynny udział w tajnym nauczaniu, w zakresie szkoły podstawowej: od stycznia 1940 do maja 1942 w Łodzi, a następnie do stycznia 1945 w Głownie, w zakresie szkoły średniej. Ponadto był członkiem podziemnego Kuratorium Łódzkiego (Okręgowej Komisji Oświaty i Kultury) – kierownikiem Wydziału Szkolnictwa Ogólnokształcącego na część województwa łódzkiego, znajdującego się w granicach Generalnego Gubernatorstwa.

## Okres powojenny
Wyparcie wojsk niemieckich z Łodzi nastąpiło 19 stycznia 1945 i po kilku dniach wspólnie z Lucjanem Siewierskim, nauczycielem matematyki w gimnazjum, a późniejszym profesorem Politechniki Łódzkiej, zdjęli z drzwi budynku szkolnego przy ul. H. Sienkiewicza 46 tablicę z napisem w języku niemieckim „Staatliche Berufschule für Mädchen”.
Wspólnie z przybywającymi nauczycielami i zgłaszającą się młodzieżą, 11 lutego 1945, uroczyście otworzyli pierwszą szkołę średnią na terenie Łodzi – Gimnazjum Miejskie przy ul. Sienkiewicza 46. Został dyrektorem szkoły, której był wychowankiem.
Był pedagogiem umiejącym zjednywać sobie ludzi do współpracy. Nauczyciele zdobywali przedwojenne podręczniki, powielali je i uczyli według przedwojennych programów. W szkole powstała spółdzielnia uczniowska; o roli spółdzielczości mówił jako kurator okręgu szkolnego na zebraniu Wojewódzkiej Komisji Spółdzielni Uczniowskich w 1963: Rozwijanie aktywności młodzieży, jej zaangażowanie, kształtowanie postawy współgospodarza, a więc współodpowiedzialnego za to wszystko, co się w szkole dzieje – zatem realizacja samorządu jako najpełniej pojętej metody wychowania.
W szkole powstawały uczniowskie koła naukowe, które poszerzały wiedzę i budziły zainteresowania przedmiotami. Ukazywały się uczniowskie czasopisma „Biuletyn” i „Praca Szkolna”. Działały drużyny harcerskie. Zorganizowana została stołówka, z której korzystali uczniowie i nauczyciele. 
Zdecydowana większość absolwentów zdawała pozytywnie egzaminy wstępne na wyższe uczelnie i kończyła studia.
Gdy TPD organizowało i prowadziło szkoły podstawowe i licealne, było to III Liceum TPD im. Tadeusza Kościuszki w Łodzi.
Przez lata szkoła stała się jednym z najlepszych liceów w Łodzi, przez 14 lat był jej dyrektorem.
Od 1 września 1959 władze powierzyły mu funkcję dyrektora Studium Nauczycielskiego, a od 2 stycznia 1961 był Kuratorem Okręgu Szkolnego miasta Łodzi. W związku z przyjętą w 1961 reformą oświaty zreorganizował administrację szkolną i nadzór pedagogiczny. Wymienił całkowicie kadrę kierowniczą w Kuratorium Okręgu Szkolnego m. Łodzi. Powołał nowych wicekuratorów, naczelników wydziałów, kierowników oddziałów i referatów. Wymienił również większość wizytatorów szkół. Uznał, że stanowiska te powinni pełnić ludzie młodzi, otwarci na postęp pedagogiczny.
Wraz z zespołem współpracowników opracował Perspektywiczny plan rozwoju szkolnictwa na terenie miasta Łodzi w latach 1961–1980, który wdrażał w życie w latach 1961–1963; dzięki jego inicjatywom, zabiegom i energii wybudowano w Łodzi 39 obiektów oświatowych, w tym 16 szkół podstawowych, 9 szkół licealnych, 10 zawodowych i 4 przedszkola.
W ramach rozwoju postępu pedagogicznego wspierał akcję wcześniejszych zapisów do szkół, przedszkolnych ognisk wyrównawczych, klas wyrównawczych. Zaczął rozwijać dzielnicowe poradnie wychowawcze. Z jego inicjatywy Okręgowy Ośrodek Metodyczny przeprowadzał badania mające na celu odciążenie uczniów od nadmiaru prac domowych.
Zlikwidował 5-letnie licea pedagogiczne na podbudowie 7–klasowej szkoły podstawowej, a na ich miejsce powołał 2-letnie, pomaturalne studia nauczycielskie, kształcące nauczycieli określonej specjalności dla 8-letniej szkoły podstawowej.
Nawiązał również współpracę z wyższymi uczelniami, a szczególnie z Uniwersytetem Łódzkim, z zamiarem zwiększenia limitów przyjęć na kierunki nauczycielskie.
W latach 1961–1972 pracował w Uniwersytecie Łódzkim na stanowisku wykładowcy, a później starszego wykładowcy metodyki nauczania języka i literatury polskiej na Wydziale Filologicznym. W tym czasie opracował artykuł: Elementy regionalne w nauczaniu języka polskiego w klasach V-VIII w łódzkich szkołach podstawowych

## Działalność związkowa i społeczna
Członkiem ZNP został przed wojną, również po wojnie kontynuował działalność związkową. Był członkiem Zarządu Grodzkiego ZNP w Łodzi, prezesem Zarządu Oddziału Miejskiego w pierwszej połowie roku 1950 oraz wiceprezesem Zarządu Okręgu ZNP.
Przez kilka kadencji pełnił funkcję członka Zarządu Okręgu ZNP w Łodzi. Inicjował i realizował programy satyryczno–rozrywkowe na koleżeńskich wieczorkach związkowych. Zawsze zabiegał o pozycję i prestiż Związku zarówno w szkole, jak i na zewnątrz. Dał temu wyraz m.in. w wystąpieniu na VI Krajowym Zjeździe Delegatów ZNP w grudniu 1957 r. Zaproponował do statutu związkowego artykuł mówiący o tym, że ...nikt nie może być dłużej etatowym pracownikiem we władzach niż pięć lat, a po drugie nawet będąc we władzach Związku powinien równocześnie być członkiem jakiejś komórki związkowej. Zwracając się do przedstawiciela Ministerstwa Oświaty proponował przenieść tę zasadę na grunt oświatowy, gdzie większość osób z tzw. aparatu nadzoru pedagogicznego od dawna nie pracuje w szkole. Nie poskąpił też słów krytyki pod adresem długoletnich etatowych pracowników instancji związkowych i spełnianej wówczas przez ZNP funkcji – transmisji partii do mas.
Nawiązał także współpracę z licznymi organizacjami młodzieżowymi i społeczno-kulturalnymi. Przewodniczył Szkolnemu Związkowi Sportowemu (SZS) i Oddziałowi Łódzkiemu Polskiego Towarzystwa Schronisk Młodzieżowych (PTSM). Był prezesem Zarządu Miejskiego Towarzystwa Przyjaciół Dzieci (TPD) oraz prezesem Towarzystwa Przyjaciół Łodzi.
Jako prezes Zarządu Miejskiego TPD instruował organizatorów działalności ognisk i kół, aby powodowali poprawę warunków życia, zdrowia i atmosfery wychowania dzieci żyjących w najtrudniejszych warunkach materialnych, środowiskowych oraz dzieci niepełnosprawnych. Troszczył się o organizowanie różnych form wypoczynku wakacyjnego dla dzieci w miejscu zamieszkania i na koloniach. Propagował poszerzanie form upowszechniania kultury pedagogicznej rodziców w miejscu zamieszkania i w zakładach pracy.
Najdłużej przewodniczył Towarzystwu Przyjaciół Łodzi, od 1972 do 1987. Działalność Towarzystwa w tym okresie polegała na pogłębianiu przez mieszkańców znajomości historii swojego miasta, popularyzacji zagadnień kultury i sztuki oraz kształtowaniu więzi międzyludzkich. Do realizacji zagadnień służyły organizowane wycieczki po mieście, prelekcje, spotkania z ludźmi teatru, a wśród młodzieży gazetki, wystawy, fotograficzne quizy, konkursy plastyczne, uroczystości oraz spotkania w Klubach Miłośników Teatru i Miłośników Literatury Współczesnej. Z inicjatywy zarządu Towarzystwa organizowano stały konkurs szkolny pod hasłem: Historia mojej szkoły – cząstką historii Łodzi. Młodzież, w ramach konkursu, uczyła się gromadzić pamiątki szkolne, nieobjęte przepisami o archiwaliach, takie jak: dyplomy, puchary, zdjęcia nauczycieli, wyróżniających się członków Komitetu Rodzicielskiego, wycinki prasowe, kroniki.
Był radnym Rady Narodowej m. Łodzi i przez dwie kadencje przewodniczył Komisji Oświaty i Kultury.

## Publikacje
- Peregrynacje szkolne – obrazki z życia szkół łódzkich w latach 1914-1939,
- Było tak i siak – wspomnienia nauczyciela 1945-1950,
- Iskry w podziemiu – rzecz o tajnym nauczaniu, współautorstwo.

Był autorem artykułów, recenzji i felietonów zamieszczanych w czasopismach: „Nowa Szkoła”, „Rodzina i Szkoła”, „Osnowa”, „Odgłosy”, „Rzeczpospolita”, „Głos Nauczycielski”, „Dziennik Łódzki” i innych. Wygłaszał felietony w Łódzkim Radio, I Programie Polskiego Radia oraz w Łódzkim Ośrodku Telewizyjnym.
Pracował i działał społecznie przez 45 lat.

## Odznaczenia i wyróżnienia
- Order Sztandaru Pracy II klasy,
- Krzyż Oficerski Orderu Odrodzenia Polski
- Złoty Krzyż Zasługi
- Medal Komisji Edukacji Narodowej
- Honorowa Odznaka Miasta Łodzi
- Nagroda m. Łodzi (1975) "za całokształt działalności oświatowej i kulturalnej"[6]
- Złota Odznaka ZNP
- Złota Odznaka UŁ (1973)

Pochowany na cmentarzu na Dołach.